# Pinguicula elizabethiae
Pinguicula elizabethiae este o specie de plante carnivore din genul Pinguicula, familia Lentibulariaceae, ordinul Lamiales, descrisă de S. Zamudio. Conform Catalogue of Life specia Pinguicula elizabethiae nu are subspecii cunoscute.

## Galerie

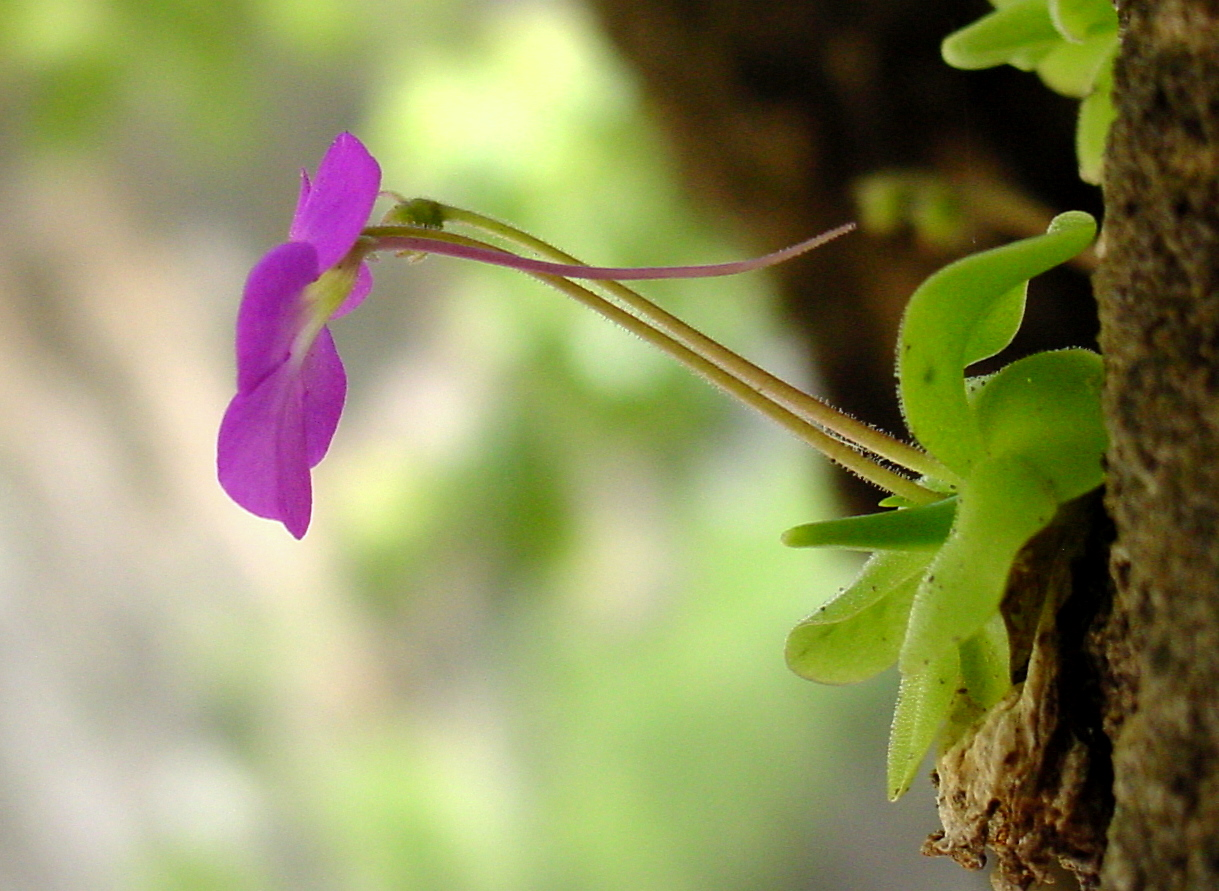
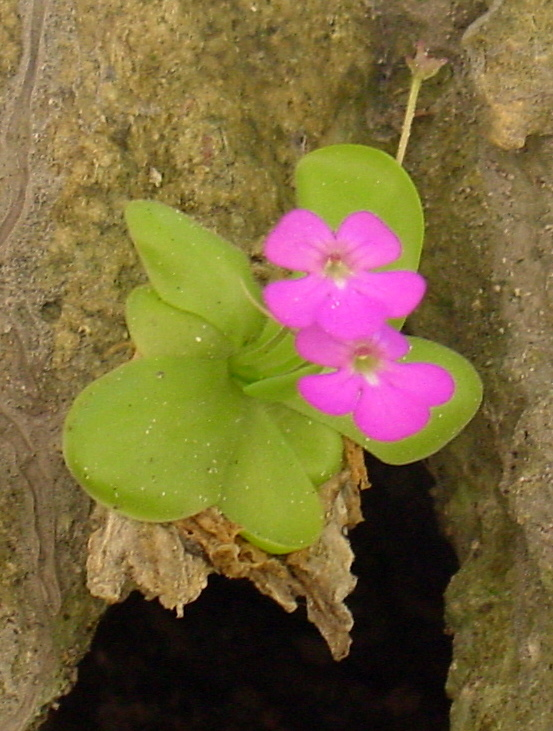
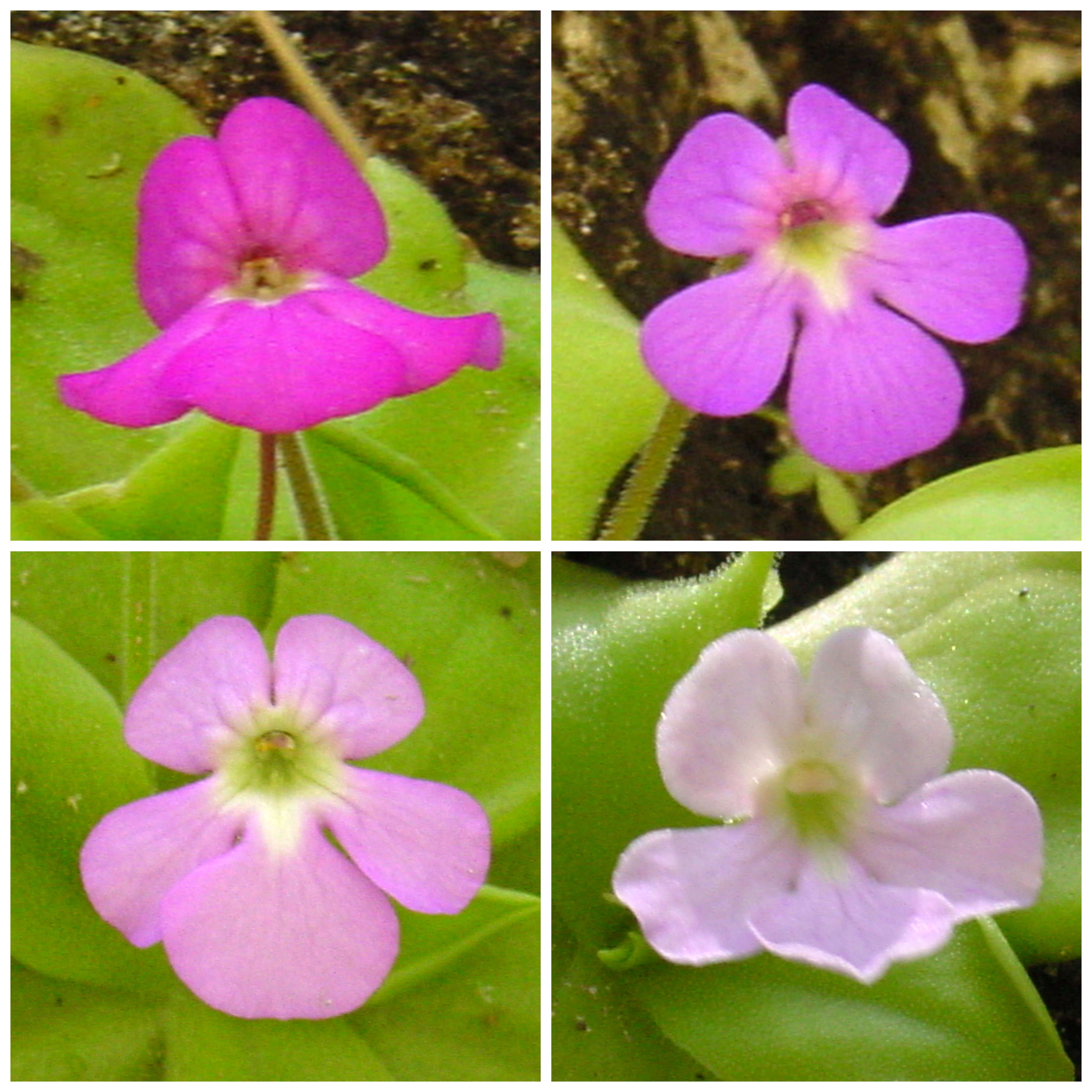
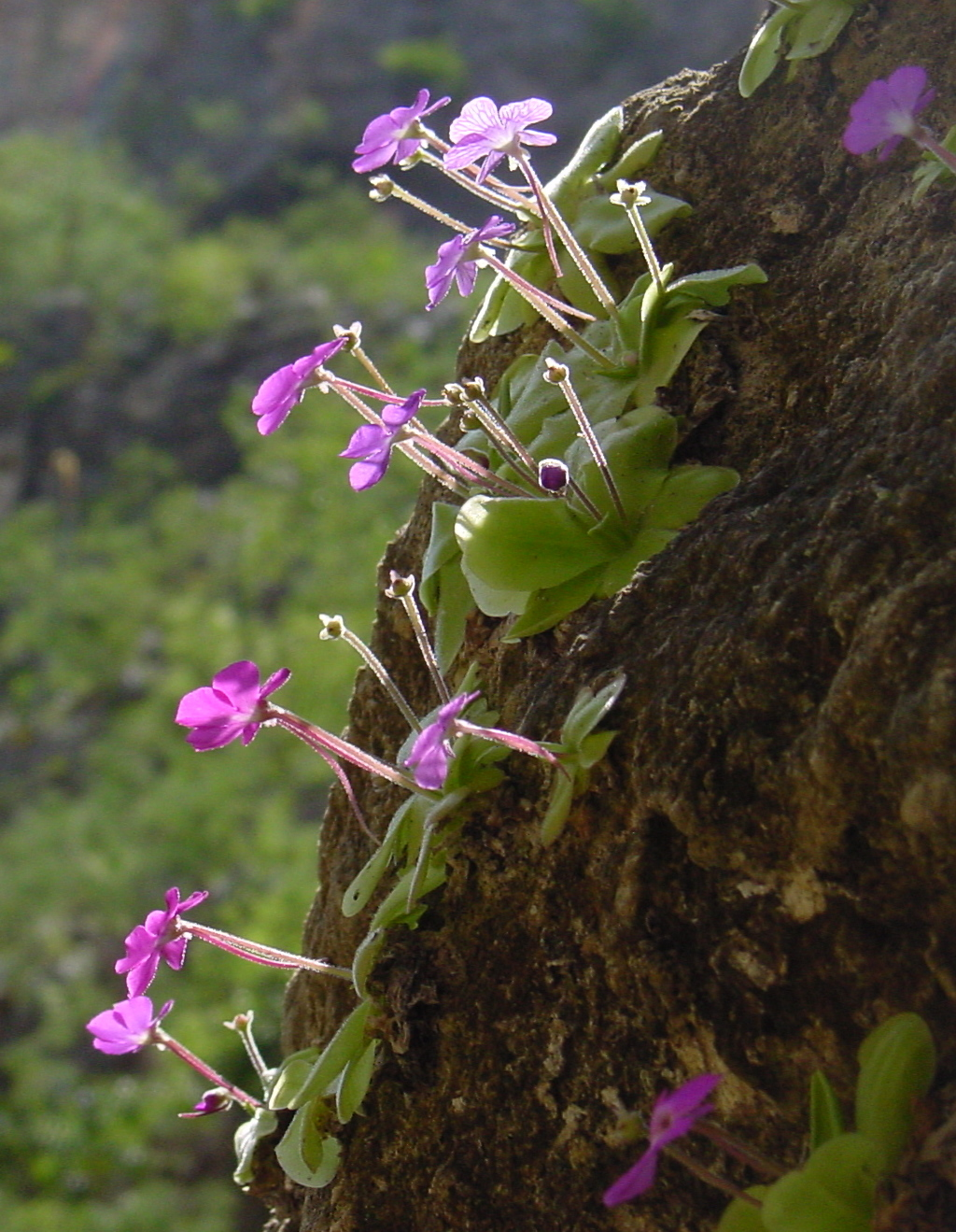